# 浜野清澄
浜野 清澄（はまの きよずみ）は、日本の高等学校教員である。2023年現在、さいたま市立浦和高等学校で英語科を担当する傍ら、同校のインターアクト部の顧問として活動している。

## 経歴
浜野は2023年時点で経歴28年になる高等学校教員である。さいたま市立浦和高等学校インターアクト部でディベートを始めてから17年の間で同部を全国高校生英語ディベート大会において2010年、2015年、2017年、2020~22年の6回の優勝に導き、スコットランド、タイ、チェコでなど開催された世界大会への出場を果たしている。また、日本代表として世界・国際ディベート大会に9回参加している他、世界大会で5勝するまで同部の力を伸ばした人物とされている。さいたま市立浦和高等学校の前には埼玉県立桶川西高等学校に勤務していた。
他にも埼玉県高校英語教育研究会（通称：高英研）の副幹事長や、2018年の世界ディベート大会日本選抜チームのコーチ、日本高校生パーラメンタリーディベート連盟（HPDU）の理事、全国高校生英語ディベート連盟（HEnDA）の国際委員会の委員なども務め、千葉県・茨城県・群馬県・山梨県・静岡県英語ディベート研修会講師としても活動している。
また、文英堂教科書の『Unicorn3』では共同執筆を、桐原書店の『Essential』『Mastery』では教員用指導書共同執筆及び生徒用ワークシートの作成を、三省堂の『Crown』やOxford大学の『Global Issues』の生徒用ワークシート作成などにも携わるなど教科書の執筆も行なっている。
2014年には顧問を務めるさいたま市立浦和高等学校インターアクト部が埼玉グローバル賞を受賞し、2018年には文部科学大臣優秀教職員表彰を受けている。

## 著書
- 『まったく話せない高校生が半年で話せるようになり1年で議論できるようになる英語習得法 : 英語は実技!』実務教育出版、2020年7月 ISBN 978-4-7889-2800-8